# Asosa
Pour les articles homonymes, voir Asosa (homonymie).
Asosa (Ge'ez: አሶሳ) (anciennement appelée Agoldi) est une ville de l'ouest de l'Éthiopie située dans la zone Asosa de la région Benishangul-Gumuz dont elle est la capitale. Elle se trouve à 1 570 mètres d'altitude.
Elle dispose d'un aéroport : l'aéroport d'Asosa.
Selon les estimations de 2005 de l'Agence Centrale de la Statistique éthiopienne (CSA), la ville comptait 20 226 habitants (10 929 hommes et 9 297 femmes).

## Histoire

### La bataille d'Asosa
En 1941, à l'issue victorieuse de l'offensive belge dans le sud de l'Abyssinie, ponctuée par les combats de Gambela et la victoire de Saïo, Asosa est le théâtre de la reddition devant le lieutenant-général Auguste-Edouard Gilliaert du général et vice-roi d’Éthiopie Pietro Gazzera avec 7 000 Italiens et un important matériel. C'est le résultat du maintien dans la guerre du Congo belge, dès 1940, à la suite du ralliement aux alliés du gouverneur général Pierre Ryckmans qui met le Congo dans la  guerre, alors que se reconstitue à Londres le gouvernement belge en exil comprenant principalement les ministres Hubert Pierlot, Paul-Henri Spaak, Albert de Vleeschauwer et Camille Gutt.